# كسوف الشمس 30 مارس 2033
سيحدث كسوف كلي للشمس في 30 مارس 2033. يحدث كسوف الشمس عندما يمر القمر بين الأرض والشمس ، وبالتالي يحجب صورة الشمس كليًا أو جزئيًا عن مشاهد على الأرض. يحدث الكسوف الكلي للشمس عندما يكون القطر الظاهري للقمر أكبر من قطر الشمس ، مما يحجب كل ضوء الشمس المباشر ، ويحول النهار إلى ظلام. تحدث الكلية في مسار ضيق عبر سطح الأرض ، مع كسوف جزئي للشمس مرئي فوق المنطقة المحيطة بعرض آلاف الكيلومترات.
سيكون الكسوف الكلي مرئيًا في نوم وألاسكا وأوتكيافيك وألاسكا وشبه جزيرة تشوكشي في منتصف ساعات الصباح. هذا هو آخر خسوف من 55 خسوفًا مظليًا لـ ساروس الشمسية 120 . الأول كان عام 1059. المدة الإجمالية 974 سنة.

## الصور
مسار متحرك

## الخسوفات ذات الصلة

### كسوف الشمس 2033-2036
هذا الكسوف هو جزء من سلسلة كسوف الشمس 2033-2036. يتكرر الكسوف في كل 177 يومًا تقريبًا و 4 ساعات في العقد المتناوبة من مدار القمر.
| عقدة تنازلية                                                                | عقدة تنازلية                      |     | عقدة تصاعدية                     | عقدة تصاعدية |
| 120                                                                         | مارس 30, 2033 كلي                 | 125 | سبتمبر 23, 2033 جزئي             |              |
| 130                                                                         | مارس 20, 2034 [الإنجليزية] كلي    | 135 | سبتمبر 12, 2034 حلقي             |              |
| 140                                                                         | مارس 9, 2035 [الإنجليزية] حلقي    | 145 | سبتمبر 2, 2035 [الإنجليزية] كلي  |              |
| 150                                                                         | فبراير 27, 2036 [الإنجليزية] جزئي | 155 | اغسطس 21, 2036 [الإنجليزية] جزئي |              |
| يحدث كسوف جزئي للشمس في 23 يوليو 2036 في مجموعة خسوف السنة القمرية التالية. |                                   |     |                                  |              |

### 120- ساروس
هذا الكسوف جزء من دورة ساروس 120 ، يتكرر كل 18 سنة ، 11 يومًا ، يحتوي على 71 حدثًا.
- بدأت السلسلة بكسوف جزئي للشمس في 27 مايو 933 م ،
- ووصل إلى كسوف حلقي في 11 أغسطس 1059.
- كان حدثًا هجينًا لمدة 3 تواريخ: 8 مايو 1510 حتى 29 مايو 1546.
- والكسوف الكلي من يونيو. 8 ، 1564 ، حتى 30 مارس 2033.
- تنتهي السلسلة في الحدث 71 ككسوف جزئي في 7 يوليو ، 2195.

كانت أطول مدة للإجمالي هي دقيقتان و 50 ثانية في 9 مارس 1997. جميع الكسوفات في هذه السلسلة تحدث في عقدة القمر الهابطة.
| تحدث أعضاء السلسلة 55-65 بين عامي 1901 و 2100 | تحدث أعضاء السلسلة 55-65 بين عامي 1901 و 2100 | تحدث أعضاء السلسلة 55-65 بين عامي 1901 و 2100 |
| 55                                            | 56                                            | 57                                            |
| --------------------------------------------- | --------------------------------------------- | --------------------------------------------- |
| يناير 14, 1907 [الإنجليزية]                   | يناير 24, 1925 [الإنجليزية]                   | فبراير 4, 1943 [الإنجليزية]                   |
| 58                                            | 59                                            | 60                                            |
| فبراير 15, 1961 [الإنجليزية]                  | فبراير 26, 1979 [الإنجليزية]                  | مارس 9, 1997 [الإنجليزية]                     |
| 61                                            | 62                                            | 63                                            |
| مارس 20, 2015                                 | مارس 30, 2033                                 | أبريل 11, 2051 [الإنجليزية]                   |
| 64                                            | 65                                            |                                               |
| أبريل 21, 2069 [الإنجليزية]                   | مايو 2, 2087 [الإنجليزية]                     |                                               |

### دورة ميتونيك
تتكرر السلسلة ميتونيك كل 19 عامًا (6939.69 يومًا) ، وتستمر حوالي 5 دورات. تحدث الكسوف في نفس تاريخ التقويم تقريبًا. بالإضافة إلى ذلك ، تكرر سلسلة أكتون الفرعية 1/5 من ذلك أو كل 3.8 سنوات (1387.94 يومًا).
| 21 من أحداث الكسوف بين 12 يونيو 2029 و 12 يونيو 2105 | 21 من أحداث الكسوف بين 12 يونيو 2029 و 12 يونيو 2105 | 21 من أحداث الكسوف بين 12 يونيو 2029 و 12 يونيو 2105 | 21 من أحداث الكسوف بين 12 يونيو 2029 و 12 يونيو 2105 | 21 من أحداث الكسوف بين 12 يونيو 2029 و 12 يونيو 2105 |
| 11-12 يونيو                                          | 30-31 مارس                                           | 16 يناير                                             | 4-5 نوفمبر                                           | من 23 إلى 24 أغسطس                                   |
| 118                                                  | 120                                                  | 122                                                  | 124                                                  | 126                                                  |
| ---------------------------------------------------- | ---------------------------------------------------- | ---------------------------------------------------- | ---------------------------------------------------- | ---------------------------------------------------- |
| </img> </br> 12 يونيو 2029                           | </img> </br> 30 مارس 2033                            | </img> </br> 16 يناير 2037                           | </img> </br> 4 نوفمبر 2040                           | </img> </br> 23 أغسطس 2044                           |
| 128                                                  | 130                                                  | 132                                                  | 134                                                  | 136                                                  |
| </img> </br> 11 يونيو 2048                           | </img> </br> 30 مارس 2052                            | </img> </br> 16 يناير 2056                           | </img> </br> 5 نوفمبر 2059                           | </img> </br> 24 أغسطس 2063                           |
| 138                                                  | 140                                                  | 142                                                  | 144                                                  | 146                                                  |
| </img> </br> 11 يونيو 2067                           | </img> </br> 31 مارس 2071                            | </img> </br> 16 يناير 2075                           | </img> </br> 4 نوفمبر 2078                           | </img> </br> 24 أغسطس 2082                           |
| 148                                                  | 150                                                  | 152                                                  | 154                                                  |                                                      |
| </img> </br> 11 يونيو 2086                           | </img> </br> 31 مارس 2090                            | </img> </br> 16 يناير 2094                           | </img> </br> 4 نوفمبر 2097                           |                                                      |

## روابط خارجية
- www.solar-eclipse.de - متوسط التغطية السحابية والمدن على طول مسار الكسوف